# Inno nazionale dell'Honduras
L'inno nazionale dell'Honduras è anche noto dal suo primo verso come Tu bandera es un lampo de cielo. È stato scritto da Augusto Constancio Coello e ufficializzato con il 42° decreto presidenziale del 1915.